# Fissistigma maclurei
Fissistigma maclurei Merr. – gatunek rośliny z rodziny flaszowcowatych (Annonaceae Juss.). Występuje naturalnie w Wietnamie oraz południowych Chinach (w prowincjach Junnan i Hajnan oraz w regionie autonomicznym Kuangsi). 

## Morfologia
PokrójZimozielone i zdrewniałe liany dorastające do 6 m wysokości. Młode pędy są owłosione.
LiścieMają kształt od lancetowatego do eliptycznie lancetowatego. Mierzą 7–12 cm długości oraz 2–3,5 cm szerokości. Są owłosione od spodu. Nasada liścia jest rozwarta. Blaszka liściowa jest o wierzchołku od ostrego do spiczastego. Ogonek liściowy jest owłosiony i dorasta do 5–8 mm długości.
KwiatySą pojedyncze lub zebrane po 2–4 w wierzchotki, rozwijają się na szczytach pędów lub naprzeciwlegle do liści. Działki kielicha mają owalnie podłużny kształt, są owłosione i dorastają do 5 mm długości. Płatki mają podłużny kształt i są owłosione. Kwiaty mają owłosione słupki.
OwoceZebrane w owoc zbiorowy o prawie kulistym kształcie. Są omszone, osadzone na szypułkach. Osiągają 18 mm długości i 15 mm szerokości.

## Biologia i ekologia
Rośnie w lasach. Występuje na wysokości do 1200 m n.p.m. Kwitnie od lutego do sierpnia, natomiast owoce pojawiają się od kwietnia do października.